# Peña Blanca del Carmen
Peña Blanca del Carmen ist eine Ortschaft im Departamento Potosí im Hochland des südamerikanischen Andenstaates Bolivien.

## Lage
Peña Blanca del Carmen liegt in der Provinz Sur Chichas und ist der zentrale Ort des Cantóns Peña Blanca del Carmen im Municipio Tupiza. Die Ortschaft liegt auf einer Höhe von 2867 m am rechten, westlichen Ufer des Río San Juan del Oro, sechs Kilometer unterhalb der Mündung des Río Tupiza.

## Geographie
Peña Blanca del Carmen liegt im südlichen Teil der kargen Hochebene des bolivianischen Altiplano. Das Klima ist wegen der Binnenlage kühl und trocken und durch ein typisches Tageszeitenklima gekennzeichnet, bei dem die Temperaturschwankungen zwischen Tag und Nacht in der Regel deutlich größer sind als die jahreszeitlichen Schwankungen.
Die Jahresdurchschnittstemperatur liegt bei 13 °C (siehe Klimadiagramm Tupiza) und schwankt nur unwesentlich zwischen 8 °C im Juni/Juli und 16 °C von Dezember bis Februar. Der Jahresniederschlag beträgt nur etwa 300 mm, mit einer stark ausgeprägten Trockenzeit von April bis Oktober mit Monatsniederschlägen unter 10 mm, und einer Feuchtezeit von Dezember bis Februar mit 60–80 mm Monatsniederschlag.

## Verkehrsnetz
Peña Blanca del Carmen liegt in einer Entfernung von 289 Straßenkilometern südlich von Potosí, der Hauptstadt des gleichnamigen Departamentos, 69 Kilometer entfernt von der Grenze zu Argentinien.
Von Potosí aus führt die vom Titicacasee kommende Nationalstraße Ruta 1 nach Südosten und erreicht nach 37 Kilometern die Ortschaft Cuchu Ingenio. Hier zweigt die Ruta 14 ab, die in südlicher Richtung über Tumusla, Cotagaita und Hornillos nach 224 Kilometern die Stadt Tupiza erreicht. Von dort aus führt die Ruta 14 weiter über Tocloca, Suipacha und Yuruma nach Villazón an der argentinischen Grenze.
In Tococla folgt man einem unbefestigten Fahrweg, der etwa in Ortsmitte in südlicher Richtung von der Ruta 14 abzweigt und zum Ufer des Río San Juan del Oro führt. Man durchquert den Fluss und folgt auf der südwestlichen Flussseite der Bahnlinie zwei Kilometer nach Süden bis nach Peña Blanca del Carmen.

## Bevölkerung
Die Einwohnerzahl der Ortschaft ist in dem Jahrzehnt zwischen den beiden letzten Volkszählungen um ein Viertel zurückgegangen:
| Jahr | Einwohner         | Quelle       |
| ---- | ----------------- | ------------ |
| 1992 | keine Detaildaten | Volkszählung |
| 2001 | 100               | Volkszählung |
| 2012 | 76                | Volkszählung |
| 2024 |                   | Volkszählung |

Die Region weist einen hohen Anteil an Quechua-Bevölkerung auf, im Municipio Tupiza sprechen 49,7 Prozent der Bevölkerung Quechua.